# BMW 3 Серії (E30)
BMW E30 — модифікація кузова BMW 3 Серії. Виготовлялась у 1982—1994 роках.
Кузов E30 змінив попередній кузов E21 малої третьої серії BMW в 1983 році. Спочатку E30 був більшою мірою допрацьованим E21, ніж зовсім новим автомобілем і використовував в основному ті ж двигуни. Основні конструктивні зміни торкнулися передньої і задньої підвісок і ергономіки салону. Проте дизайнери фірми так добре попрацювали над зовнішнім виглядом, що прекрасні пропорції E30 досі захоплюють шанувальників BMW, а стиль цієї машини став вважатися класичним. З другого боку, саме починаючи з E30 фірма відмовилася від скошеної вперед решітки радіатора, що була характерною рисою всіх машин BMW протягом попередніх 20 років. Це викликало деякий резонанс у рядах адептів стилю BMW. Кузов E30 щось придбав, але BMW щось втратила.
Модифікації універсал і кабріо продовжували випускатися до 1993 року, але в основному виробництво E30 було припинено в 1991 році в результаті зміни кузова 3-ї серії на E36.

## Історія

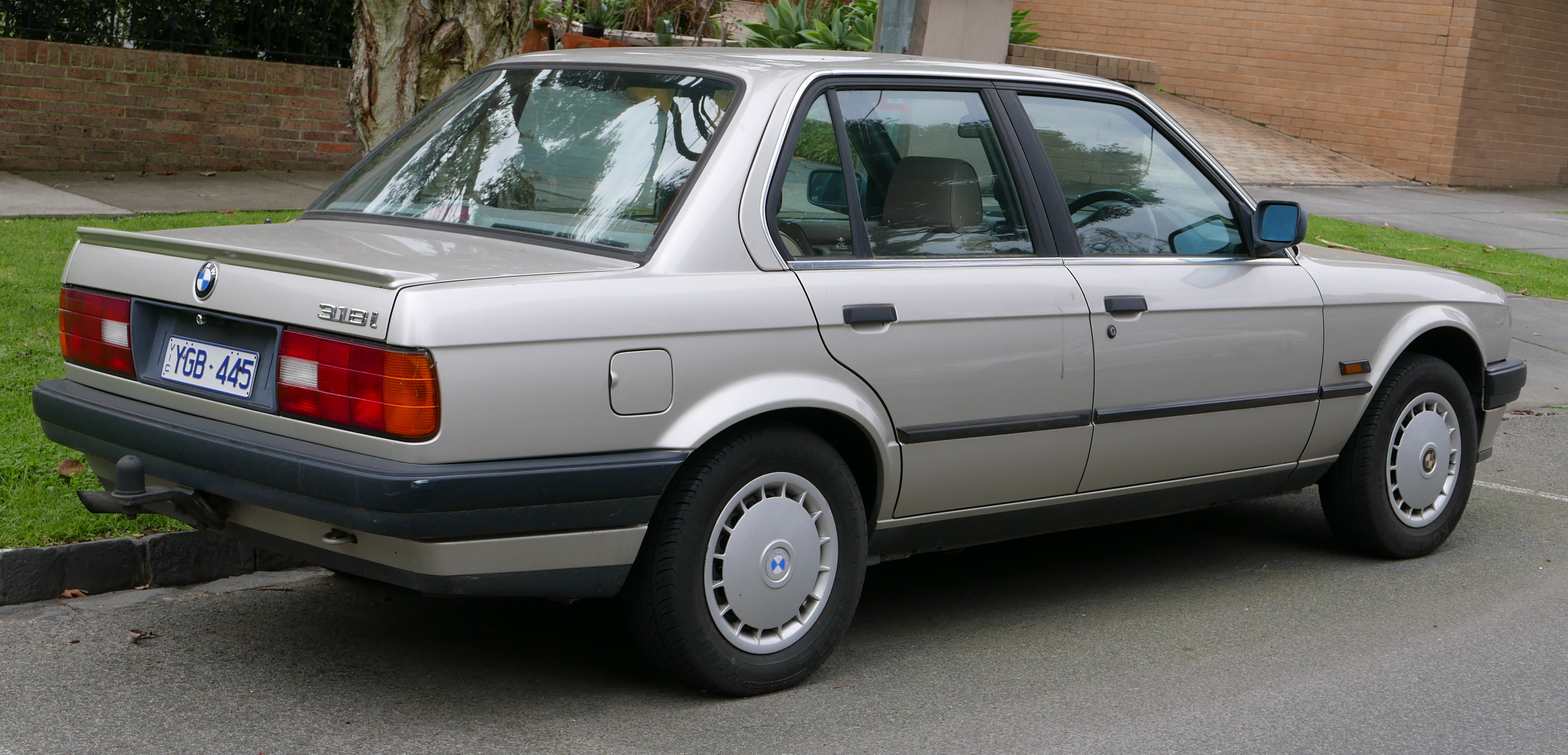
BMW 318i (E30)

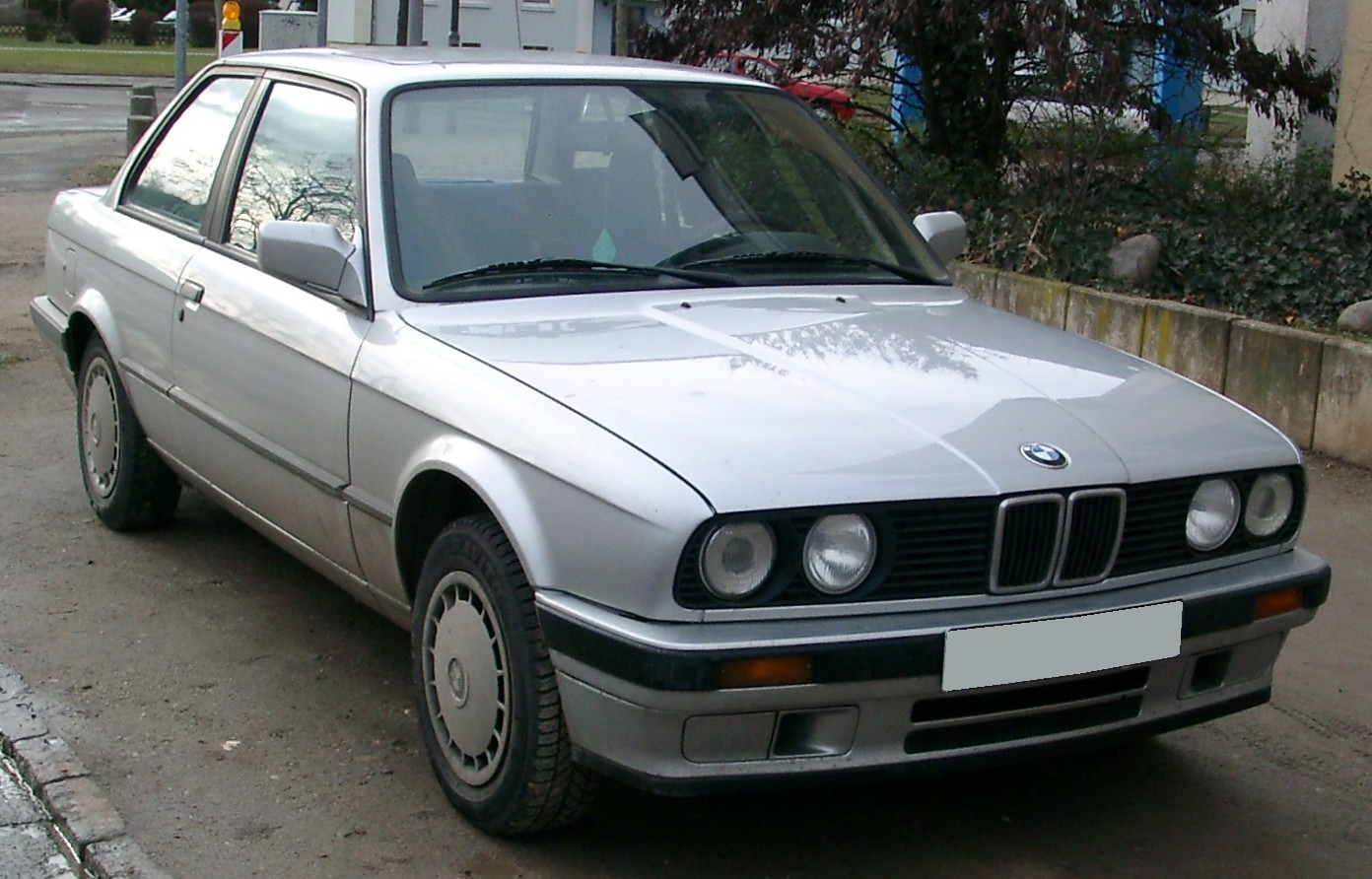
BMW E30

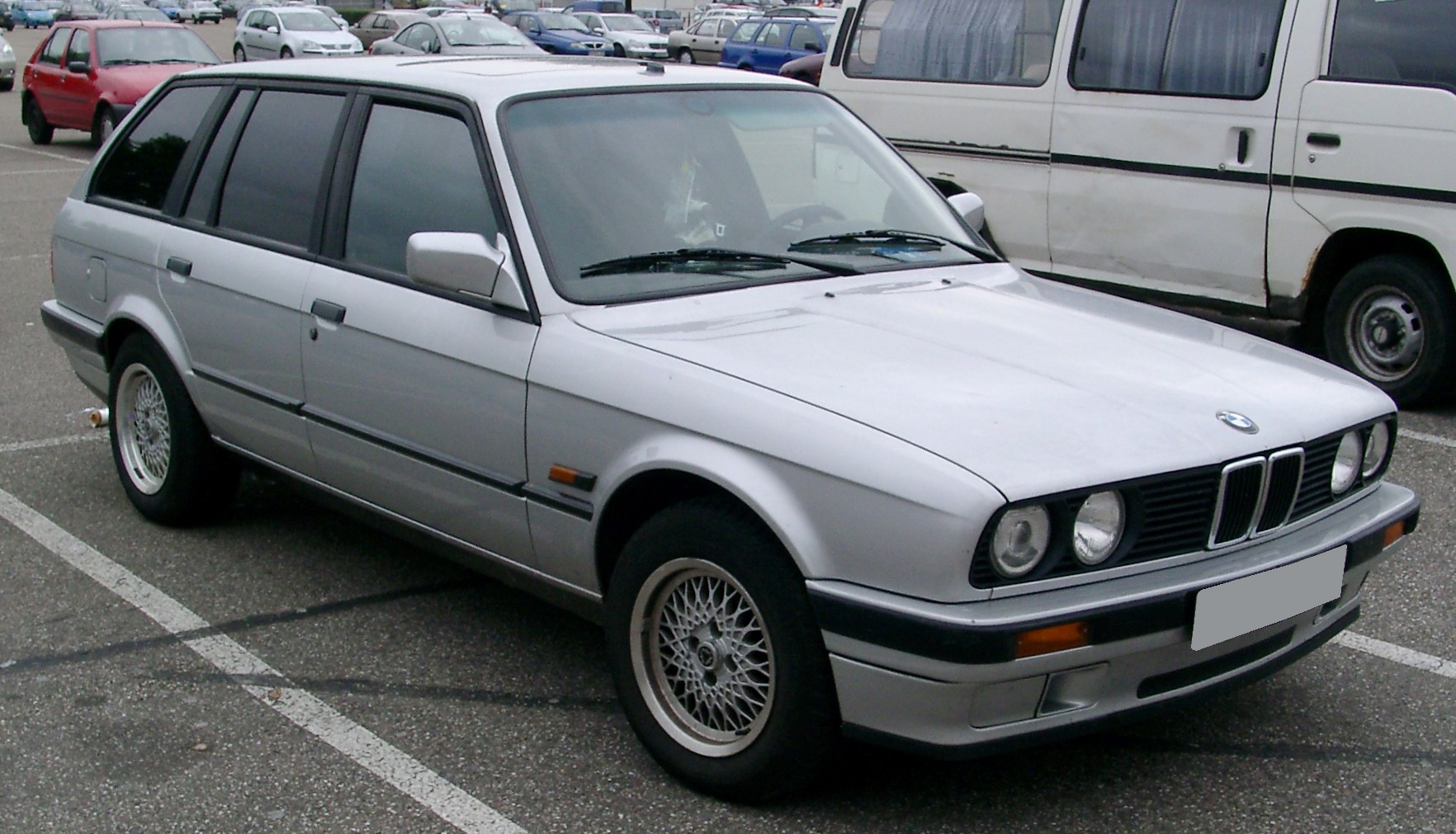
BMW E30 Touring

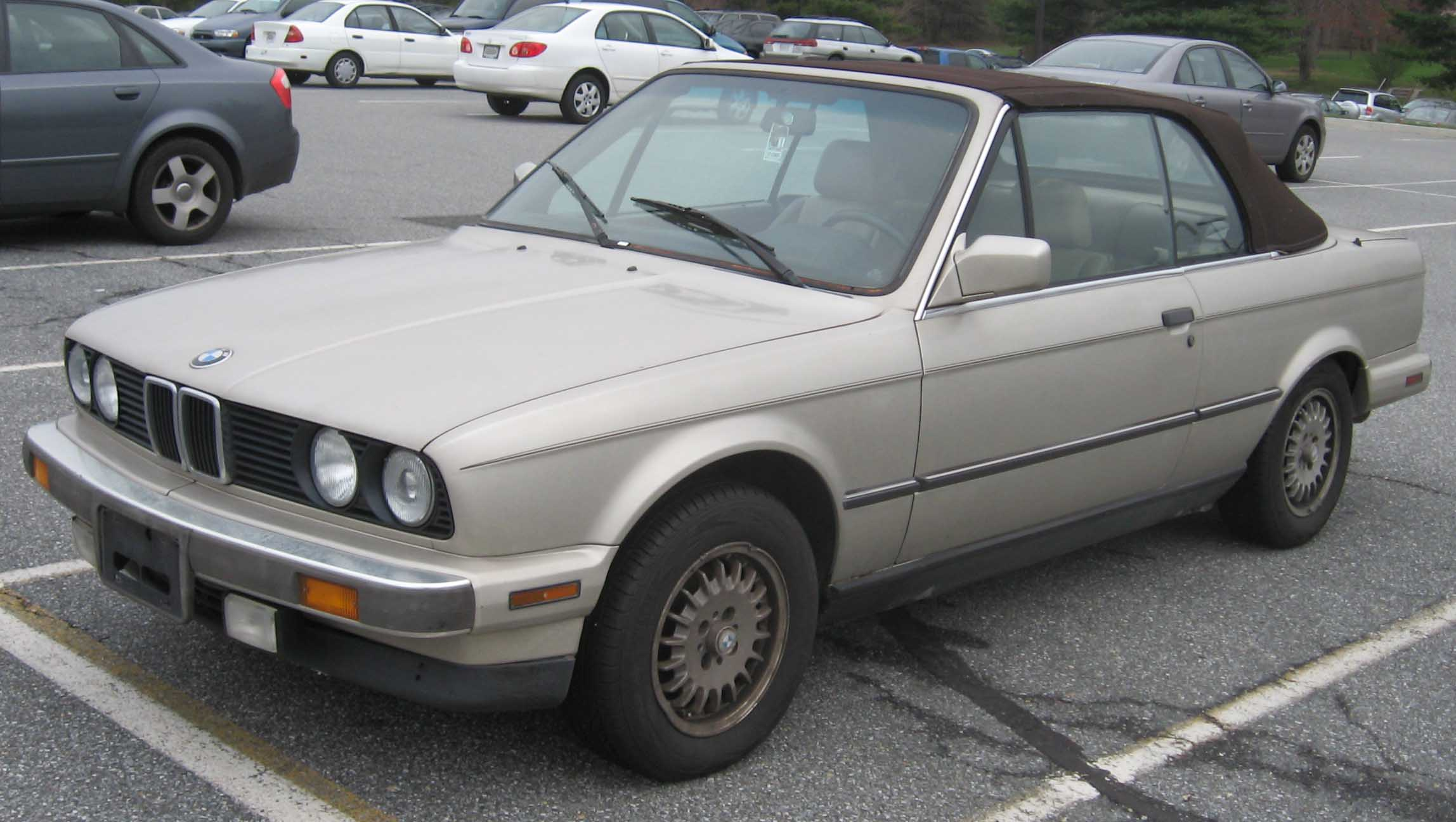
BMW E30 кабріолет

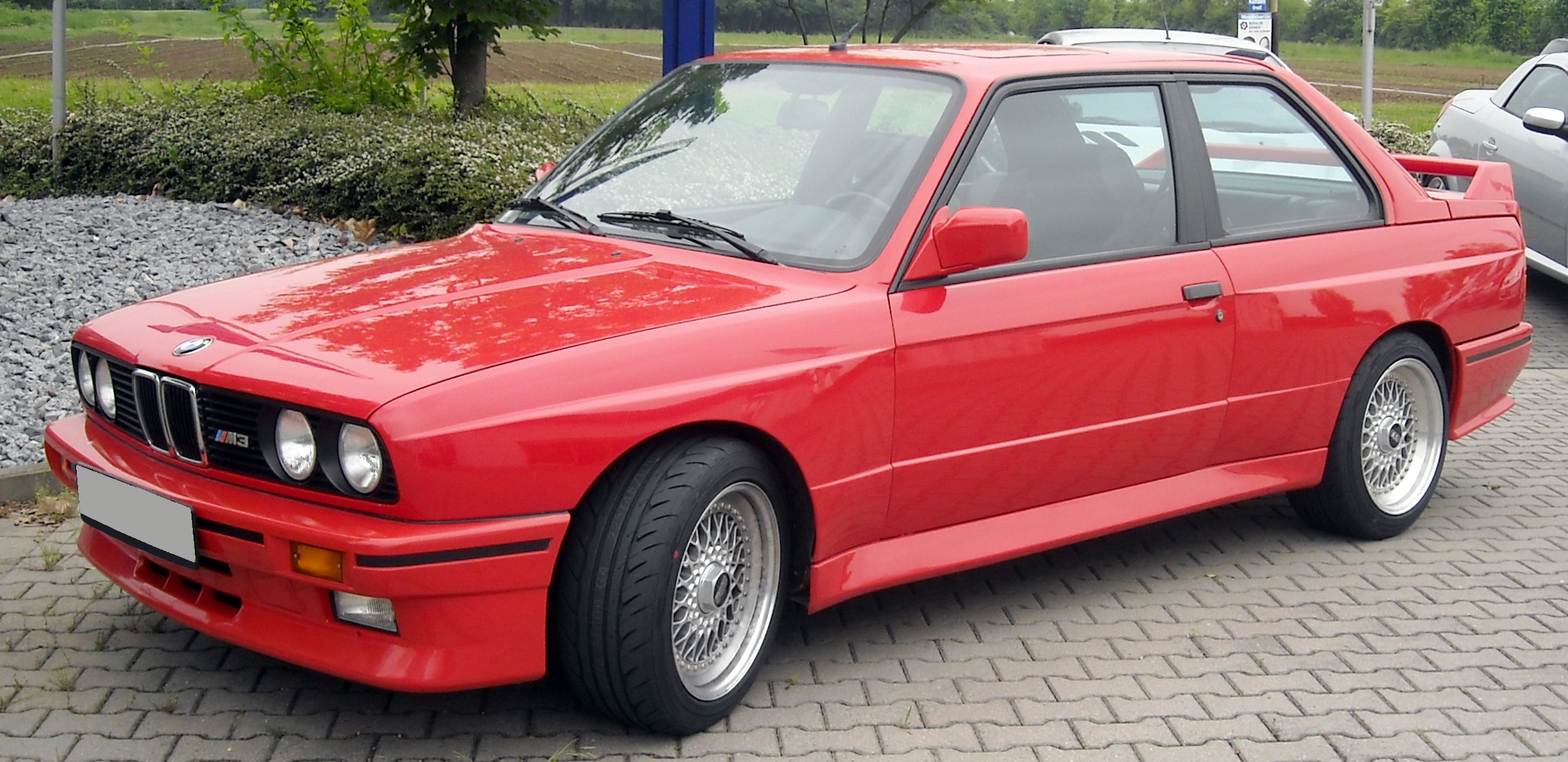
BMW M3 (E30)

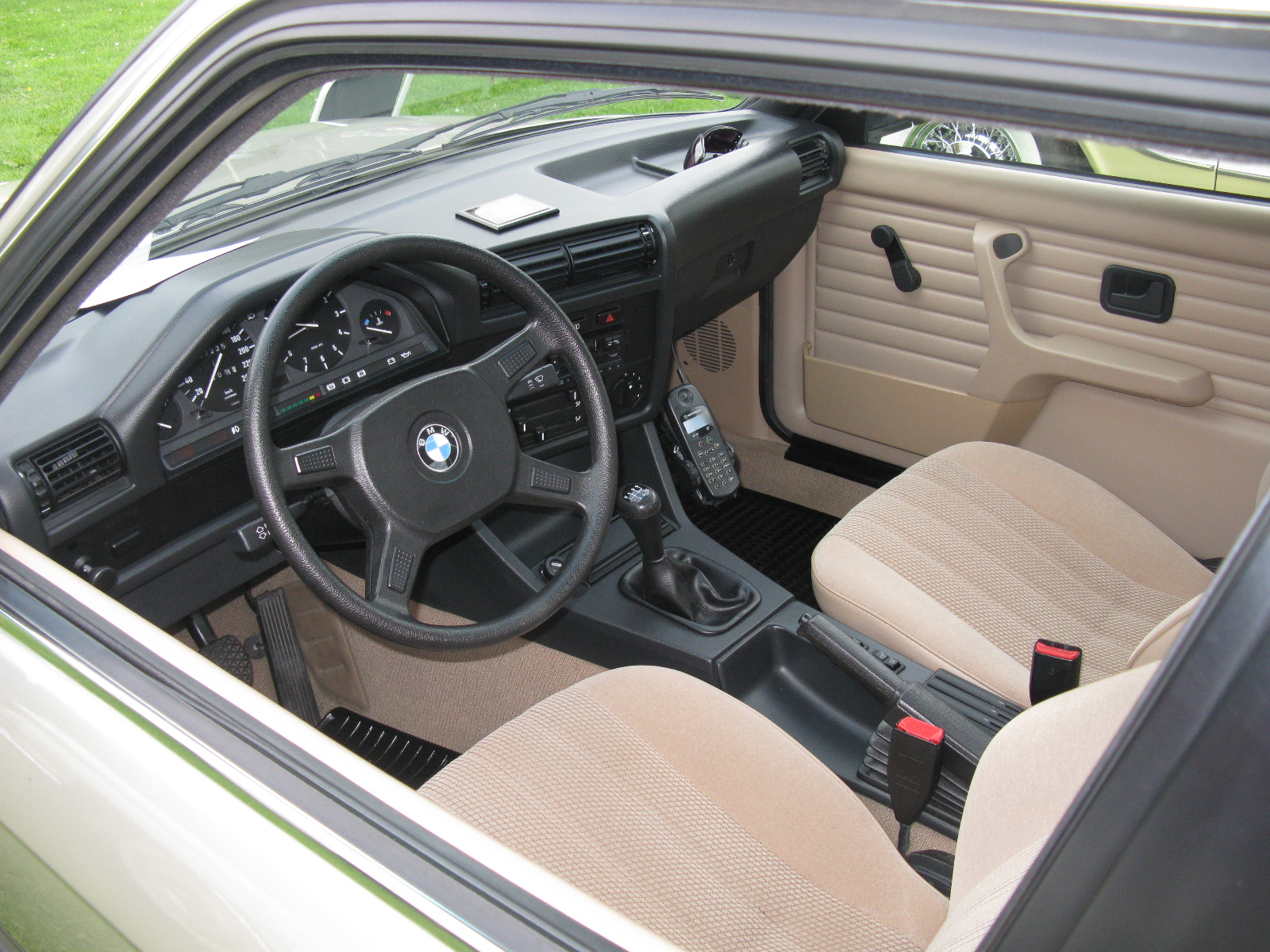

E30 вперше з'явилася в січні 1983 року в єдиному варіанті 2-дверного купе. Тільки через рік, у січні 1984 покупці одержали можливість вибору, з появою 4-дверного седана, що разом сильно підвищило популярність моделі. У 1986 у продаж надійшов E30-кабріолет. І тільки близько до кінця виробництва E30 баварці випустили універсал. Правда, багажний відсік не міг похвастати значним об'ємом, зате виглядала машина просто прекрасно. Інша рідкісна модифікація — модель 325iX з повним приводом — запозичила трансмісію з повнопривідної «п'ятірки» в кузові Е34. Випускалися і дизельні модифікації седана.
Звичайно, найшвидшою "кулею" в 30-му кузові є M3 відділення Motorsport для участі в перегонах FIA GT. Ця модель пройшла безліч модифікацій і мала 3 еволюційні версії, щоб відповідати вимогам FIA [Архівовано 11 січня 2006 у Wayback Machine.]. Одночасно M3 була й у широкому продажі. Модель була надзвичайно вдалою, постійно займала верхні рядки таблиць. Віддаючи належне прекрасним якостям E30, варто все ж таки зауважити, що для M3 Motorsport був змушений зробити спеціальну підвіску, по конструкції аналогічну п'ятій серії (кузов E28).
У середині 1987 року у кузов внесли легкі косметичні зміни. Були злегка опущені ґрати радіатора, хромовані бампера змінилися на модніші чорні (а згодом і забарвленими в колір автомобіля), збільшився розмір задніх ліхтарів. Практично всі машини після 1987 року мають гідропідсилювач керма і набагато м'якшу педаль акселератора.
Особливої згадки заслуговує модель 325iS, що випускалася у 1989-90 роках. Машина комплектувалася спеціальними пластиковими спойлерами, бамперами і порогами, підвіскою від M3 і спортивним салоном.
Усього за 9 років виробництва було випущено більше 2.2 мільйонів E30.

### Двигуни
Спочатку молодші моделі E30 використали старий чотирициліндровий двигун M10, що ставився ще на 2002 і E21. Потім M10 був знятий з виробництва і замінений у 1987 році на M40 з новим інжектором і більшою потужністю. Але справжнім чудом стала поява в 1989 році модифікації M40 з кодом M42. Цей двигун з двома розподільчими валами і 16-ма клапанами зміг суперничати по потужності з великими двигунами M30, вичавлюючи 140 к.с. із усе тих же 1800 кубиків і володіючи небаченої колись динамічністю. M42 протримався у виробництві аж до 1996 року.
Більшість старших моделей E30 (320i, 323i, 325i) мали чудовий шестициліндровий двигун M20, ділячи його з «п'ятірками» тих же років. У тому числі випускалася й економічна модель 325e з низькооборотний 2.7-літровим M20/B27eta. Рідкісна Південноафриканська модель 333i використала двигун M30 «big six» з 5/6/7 серій. Також випускалися машини з дизельним двигуном M21 (6 циліндрів, 2.4 літра) з турбонадувом і без.
Європа        
1984—1987 316 — 1.8 л M10B18 I4, 90 к.с. (66 кВт)         
1988—1993 316i — 1.6 л M40B16 I4, 102 к.с. (73 кВт)         
1987—1988 316i — 1.8 л M10B18Kat I4, 102 к.с. (75 кВт)         
1985—1987 318i — 1.8 л M10B18Kat I4, 102 к.с. (75 кВт)         
1984—1987 318i — 1.8 л M10B18 I4, 105 к.с. (77 кВт)         
1987—1991 318i — 1.8 л M40B18 I4, 115 к.с. (85 кВт)         
1989—1991 318is — 1.8 л M42B18 I4, 136 к.с. (100 кВт)         
1984—1985 320i — 2.0 л M20B20 I6, 125 к.с. (92 кВт)         
1985—1991 320i — 2.0 л M20B20 I6, 129 к.с. (95 кВт)        
1988—1990 320is — 2.0 л S14B20 I4, 192 к.с. (141 кВт)         
1984—1986 323i — 2.3 л M20B23 I6, 150 к.с. (110 кВт)         
1984—1991 325i — 2.5 л M20B25 I6, 170 к.с. (125 кВт)        
1987—1991 325iX — 2.5 л M20B25 I6, 170 к.с. (125 кВт)        
1986—1988 M3 — 2.3 л S14B23 I4, 205 к.с. (147 кВт)        
1989—1991 M3 Evo — 2.3 л S14B23 I4, 215 к.с. (158 кВт)         
1991—1991 M3 Evo II — 2.5 л S14B25 I4, 238 к.с. (175 кВт)         
1985—1991 324d — 2.4 л M21B24 I6, 86 к.с. (63 кВт)         
1987—1991 324td — 2.4 л M21B24 I6, 115 к.с. (85 кВт)     
Інші ринки        
1984—1985 318i — 1.8 л M10B18 I4, 101 к.с. (75 кВт) — Північна Америка         
1991 318iS — 1.8 л M42B18 I4, 136 к.с. (100 кВт) — Північна Америка        
1984—1991 325e — 2.7 л M20B27 I6, 122 к.с. (90 кВт) — Північна Америка        
1986 325es — 2.7 л M20B27 I6, 129 к.с. (90 кВт) — Північна Америка        
1987—1991 325i/is — 2.5 л M20B25 I6, 170 к.с. (125 кВт) — Північна Америка        
1988—1991 325ix — 2.5 л M20B25 I6, 170 к.с. (125 кВт) — Північна Америка         
1988—1991 M3 — 2.3 л S14B23 I4, 195 к.с. (143 кВт) — Північна Америка        
1984—1990 333i — 3.2 л M30B32 I6, 197 к.с. (145 кВт) — Південна Африка

### Комплектація
- Дискові задні гальма ставилися тільки на 318iS, всі 325 моделі і на M3.
- ABS стандартно встановлювалася тільки на 325e, 325iS і на M3. Опціонально була присутня на пізніх випусках моделей 320i, 325i і 333i.
- Деякі старші моделі (325, M3) оснащені антипробуксовочною системою (диференціал з обмеженим прослизанням) з коефіцієнтом 25%. Для перевірки: номер такого диференціала закінчується буквою 'Z'.
- Докладну інформацію про двигуни і їх потужностях див. на сторінці коди двигунів.[1]